# العلاقات الآيسلندية السريلانكية
العلاقات الآيسلندية السريلانكية هي العلاقات الثنائية التي تجمع بين آيسلندا وسريلانكا.

## مقارنة بين البلدين
هذه مقارنة عامة ومرجعية للدولتين:
| وجه المقارنة                                              | آيسلندا          | سريلانكا                         |
| --------------------------------------------------------- | ---------------- | -------------------------------- |
| المساحة (كم2)                                             | 103.00 ألف       | 65.61 ألف                        |
| عدد السكان (نسمة)                                         | 317.35 ألف       | 21.44 مليون                      |
| الكثافة السكانية (ن./كم²)                                 | 3.08             | 326.78                           |
| العاصمة                                                   | ريكيافيك         | سري جاياواردنابورا كوتي، كولمبو  |
| اللغة الرسمية                                             | اللغة الآيسلندية | اللغة السنهالية، اللغة التاميلية |
| العملة                                                    | كرونة آيسلندية   | روبية سريلانكي                   |
| الناتج المحلي الإجمالي (بليون دولار)                      | 23.91 مليار      | 87.17 مليار                      |
| الناتج المحلي الإجمالي (تعادل القوة الشرائية) بليون دولار | 15.79 مليار      | 246.62 مليار                     |
| الناتج المحلي الإجمالي الاسمي للفرد دولار أمريكي          | 50.17 ألف        | 3.93 ألف                         |
| الناتج المحلي الإجمالي للفرد دولار أمريكي                 | 46.55 ألف        | 11.11 ألف                        |
| مؤشر التنمية البشرية                                      | 0.899            | 0.757                            |
| رمز المكالمات الدولي                                      | +354             | +94                              |
| رمز الإنترنت                                              | .is              | .lk،                             |
| المنطقة الزمنية                                           | 00، أوروبا/لندن ‏ | ت ع م+05:30                      |

## منظمات دولية مشتركة
يشترك البلدان في عضوية مجموعة من المنظمات الدولية، منها:
| علم المنظمة | اسم المنظمة                               | تاريخ انضمام آيسلندا | تاريخ انضمام سريلانكا |
| ----------- | ----------------------------------------- | -------------------- | --------------------- |
|             | مؤسسة التنمية الدولية                     | 19 مايو 1961         | 27 يونيو 1961         |
|             | يونسكو                                    | 8 يونيو 1964         | 14 نوفمبر 1949        |
|             | وكالة ضمان الاستثمار متعدد الأطراف        | 25 سبتمبر 1998       | 27 مايو 1988          |
|             | الأمم المتحدة                             | 19 نوفمبر 1946       | 14 ديسمبر 1955        |
|             | الاتحاد البريدي العالمي                   | ?                    | ?                     |
|             | البنك الدولي للإنشاء والتعمير             | 27 ديسمبر 1945       | 29 أغسطس 1950         |
|             | المنظمة الهيدروغرافية الدولية             | ?                    | ?                     |
|             | الاتحاد الدولي للاتصالات                  | 1 أكتوبر 1906        | 1897                  |
|             | منظمة حظر الأسلحة الكيميائية              | ?                    | ?                     |
|             | مؤسسة التمويل الدولية                     | 20 يوليو 1956        | 20 يوليو 1956         |
|             | المركز الدولي لتسوية المنازعات الاستشارية | 14 أكتوبر 1966       | 11 نوفمبر 1967        |
|             | منظمة التجارة العالمية                    | ?                    | ?                     |
|             | منظمة الشرطة الجنائية الدولية             | ?                    | ?                     |

## وصلات خارجية
- موقع وزارة الخارجية الآيسلندية
- موقع وزارة الخارجية السريلانكية